# Zdalne prowadzenie ruchu kolejowego bez urządzeń zdalnego sterowania ruchem
Zdalne prowadzenie ruchu kolejowego bez urządzeń zdalnego sterowania ruchem (skrót: Odcinek ZPR bez UZS) – w Polsce rzadko stosowany system prowadzenia ruchu kolejowego na odcinkach linii kolejowych gdzie na stacjach (posterunkach ruchu) niewyposażonych w semafory, ruch pociągów odbywa się na podstawie radiowego zezwolenia dyżurnego ruchu, nazwa rozwiązania stosowanego na sieci PKP Polskie Linie Kolejowe.  
W innych krajach pokrewne rozwiązania znane są jako: 
- USA: Direct Traffic Control (DTC) , Track warrant control (TWC), Train order operation
- Niemcy: Zugleitbetrieb
- Czechy: Zjednodušené řízení drážní dopravy

## W Polsce

### Na sieci PKP Polskie Linie Kolejowe
Pozwolenie na jazdę pociągu wydaje maszyniście radiotelefonicznie dyżurny ruchu, używając telegramów określonych w regulaminie odcinka zdalnego prowadzenia ruchu. Na odcinkach zdalnego prowadzenia ruchu wymagana jest ciągła sprawność radiotelefonów, rozmowy są rejestrowane. W przypadku braku łączności maszynista ogranicza prędkość do 20km/h przez obsługiwane i samoczynne przejazdy kolejowe, zatrzymuje pociąg pod semaforem wjazdowym i próbuje nawiązać łączność w miarę dostępnych środków. Szczegółowe zasady określa regulamin odcinka.

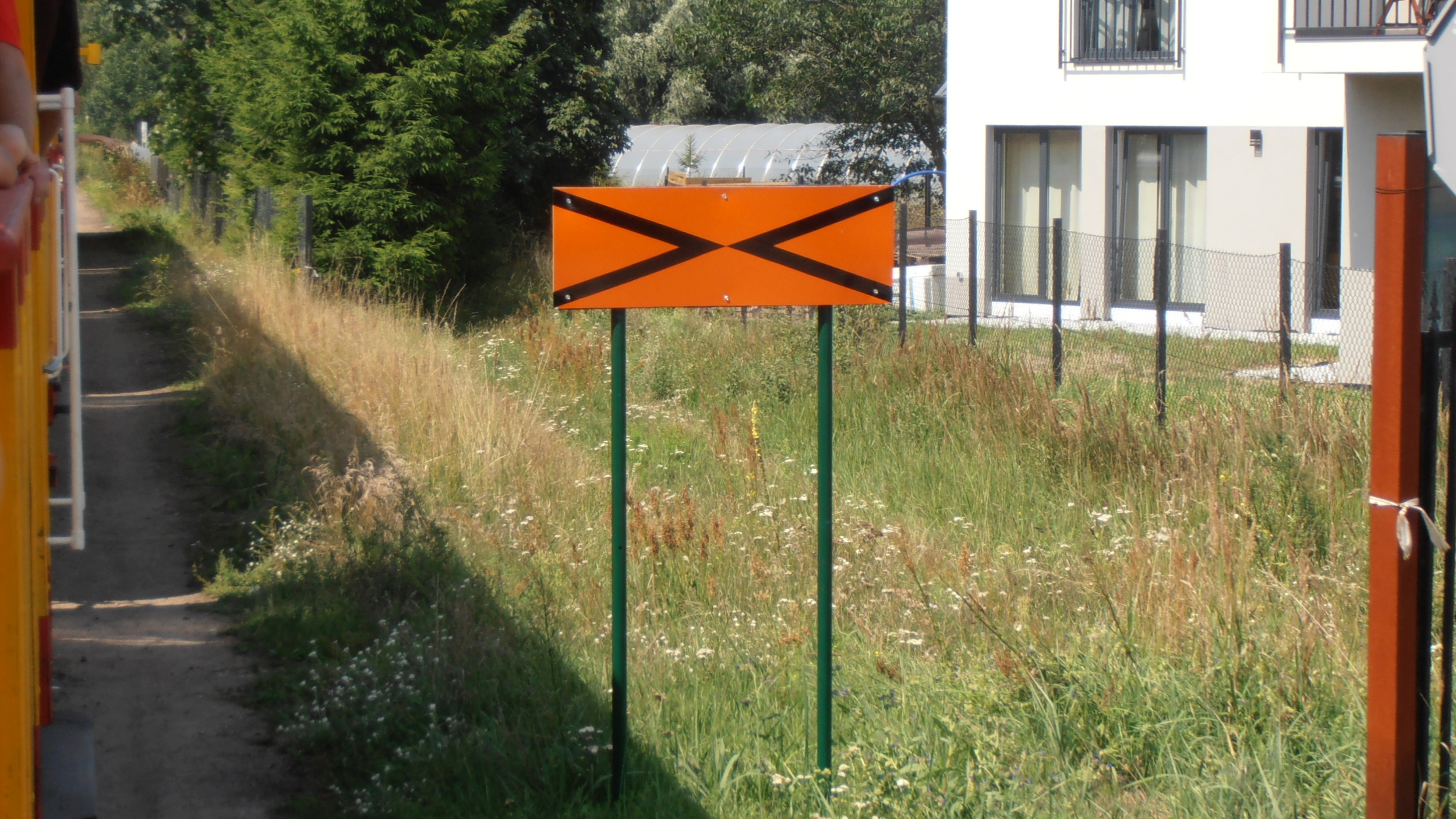
Wskaźnik W 29 na Żuławskiej Kolei Dojazdowej

Mijanki wyposaża się w urządzenia nastawiania zwrotnic przez pojazd kolejowy automatami załączającymi, lub drużynę trakcyjną. Miejsca w których ze względu na bezpieczeństwo ruchu wymagane jest nawiązanie łączności z dyżurnym oznacza się wskaźnikiem W 29.
Maszynista zgłasza dyżurnemu zamiar wjazdu, wyjazdu lub przejazdu przez stację (mijankę), a dyżurny ruchu wydaje zezwolenie. Jeżeli jazda odbywa się na tor inny, niż przewidziany dla pociągu przez regulamin techniczny, to dyżurny ruchu informuje przy tym maszynistę o numerze toru na który odbędzie się wjazd, żądanym położeniu zwrotnic w drodze pociągu, oraz poleca zatrzymanie się przed zwrotnicą celem doprowadzenia jej do odpowiedniego położenia.

#### System Kapsch
Na sieci PKP PLK próbnie eksploatowano systemy samoczynnych mijanek bezobsługowych firmy Kapsch.
Na linii Szczecinek - Słupsk zabudowano cztery mijanki samoczynne wraz z dostępnym dla dyżurnego ruchu podglądem zajętości torów na całym odcinku, a pociągi wyposażono w radiotelefony Zugleitfunk 2000 częstotliwości 450 MHz.
Na linii Ulikowo - Kalisz Pomorski zabudowano dwie mijanki samoczynne w systemie uproszczonym. Zwrotnice na mijankach posiadały mechanizmy samopowrotne bez napędu, a w stanie zasadniczym nastawione były w kierunku "w prawo". Położenie zwrotnicy sygnalizowane było na semaforach wjazdowych wskazujących sygnał S1 Stój! lub wskazania zgodne ze wskaźnikami stosowanymi na latarniach zwrotnicowych. Semaforów wyjazdowych nie zabudowano. Przyjęto autorski system stwierdzania końca pociągu.
Systemy Kapsch wycofano z powodu zaniedbania utrzymania sprawności systemów skutkujących Katastrofą kolejową w Korzybiu.

### Na liniach wąskotorowych
Zdalne porozumienie dyżurnego ruchu z kierownikiem pociągu, nazywane zapowiadaniem pociągów, jest podstawową formą prowadzenia ruchu kolejowego na kolejach wąskotorowych w Polsce. Do komunikacji dopuszczalne jest użycie telefonów komórkowych i stacjonarnych.

## W USA

Train order Chickago & Eastern Illinois Railroad, rok 1944

### Train Order Operation
Pierwszy system doręczania pociągom rozkazów pisemnych (ang. train order) po telegraficznym porozumieniu się dyżurnych ruchu, zastosowano w 1851 r. na kolei Erie Railroad z Nowego Yorku do Dunkirk. Train order to dokument wydany przez upoważnionego przedstawiciela kolei (dyżurnego ruchu, ang. dispatcher) w celu zarządzania ruchem kolejowym, zawiera informacje uszczegółowiające lub zmieniające zasady prowadzenia ruchu pociągów według rozkładu jazdy. Rozróżniano rozkazy wymagające podpisu drużyny pociągowej, i niewymagające. Te, dla których nie było wymogu podpisu, z czasem dostarczane do pociągu były "w locie" (ang. on the fly). Dyżurny ruchu wystawiał rozkaz przyczepiony do pętli, lub wieszał na specjalnym słupku, dzięki którym drużyna pociągowa mogła złapać je w biegu. Stosowano również sygnalizatory na stacjach sygnalizujące drużynie pociągowej potrzebę wzięcia rozkazu pisemnego w locie, lub zatrzymania się i podpisania rozkazu.
Train order operation był podstawą prowadzenia ruchu pociągów w USA przez ponad sto lat.

### Pozwolenia wydawane drogą radiową

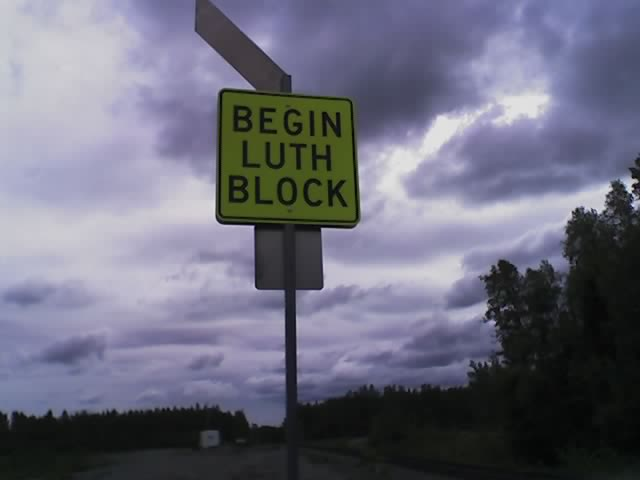
Wskaźnik początku odstępu blokowego z nazwą na linii Alaska Railroad

#### Direct Traffic Control (DTC)
W latach 70. i 80. większość kolei w Ameryce porzuciła ruch pociągów na podstawie doręczanych rozkazów pisemnych (Train order operation) na rzecz wydawania pozwoleń na jazdę przez radio. W celu uniknięcia pomyłek stosuje się ściśle określone formuły pozwoleń radiowych, powtarzane i potwierdzane przez pracowników, oraz nanoszone na papierowe dokumenty.
W ramach Direct Traffic Control na linii ustawia się wskaźniki (ang. trackside signs) które oznaczają koniec odstępu blokowego. Na wskaźnikach umieszcza się nazwę kończącego się odstępu, rozpoczynającego się odstępu i kamień milowy.
Pozwolenia na jazdę zawiera:
- linię kolejową
- numer pociągu
- kierunek ruchu pociągu(inne języki)
- imię i nazwisko maszynisty
- liczbę odstępów blokowych
- kierunek ruchu w którym wydano pozwolenie
- nazwę początkowego i końcowego odstępu blokowego

Midwest Central 9994 North, with Engineer R. B. McCoy, you are authorized to proceed Northward in three blocks, Able though Charlie.

#### Track Warrant Control (TWC)
Track Warrant Control jest podobny do Direct Traffic Control, umożliwia jednak większą elastyczność w wydawaniu pozwoleń na jazdę. Możliwe jest wskazanie konkretnego kamienia milowego (ang. milepost, pikietaż) linii kolejowej, lub miejsca w stacji, w przeciwieństwie do sztywno określonych odstępów blokowych w systemie Direct Traffic Control.
| TRACK WARRANT |
| --- |
| NO: _______ TO: _______ |
| 1. ☐ TRACK WARRANT NO. _______ IS VOID. 2. ☐ PROCEED FROM _______ TO _______ ON _______ TRACK. 3. ☐ PROCEED FROM _______ TO _______ ON _______ TRACK. 4. ☐ WORK BETWEEN _______ AND _______ ON _______ TRACK. 5. ☐ NOT IN EFFECT UNTIL _______. 6. ☐ THIS AUTHORITY EXPIRES AT _______. 7. ☐ NOT IN EFFECT UNTUL AFTER ARRIVAL OF _______ AT _______. 8. ☐ HOLD MAIN TRACK AT LAST NAMED POINT. 9. ☐ DO NOT FOUL LIMITS AHEAD OF _______. 10. ☐ CLEAR MAIN TRACK AT LAST NAMED POINT. 11. ☐ BETWEEN _______ AND _______ MAKE ALL MOVEMENTS AT RESTRICTED SPEED. LIMITS OCCUPIERD BY TRAIN. 12. ☐ BETWEEN _______ AND _______ MAKE ALL MOVEMENTS AT RESTRICTED SPEED. LIMITS OCCUPIED BY MEN OR EQUIPMENT. 13. ☐ DO NOT EXCEED _______ MPH BETWEEN _______ AND _______ . 14. ☐ DO NOT EXCEED _______ MPH BETWEEN _______ AND _______. 15. ☐ FLAG PROTECTION NOT REQUIRED AGAINST FOLLOWING TRAINS ON THE SAME TRACK. 16. ☐ TRACK BULLETINS IN EFFECT _______, _______ . 17. ☐ OTHER SPECIFIC INSTRUCTIONS: __________________________________ ______________________________. |
| OK __________ (TIME) DISPATCHER _______________________________ LIMITS REPORTED CLEAR AT __________________ |